# Dinagyang
El Festival Dinagyang es un festival religioso y cultural que se celebra en Iloílo, Filipinas cada cuarto fin de semana de enero. Es uno de los festivales más populares del país.

## Historia
El Dinagyang comenzó después de que Ambrosio Galíndez, primer rector filipino de la Comunidad de Agustinos y sacerdotes en la parroquia de San José, introdujo la devoción al Santo Niño de Cebú en noviembre de 1967 después de que se celebrara un día festivo en la provincia de Aklan. En 1968, el padre Sulpicio Enderez de Cebú trajo a Iloílo una réplica de la imagen original del Santo Niño de Cebú como regalo a la Parroquia de San José. Los fieles, liderados por miembros de la Cofradía del Santo Niño de Cebú, Capítulo Ilolo, trabajaron para dar a la imagen una recepción adecuada, comenzando en el aeropuerto de Iloilo y terminando en las calles de Iloílo.
El festival Dinagyang fue elegido como el Mejor Evento de Turismo en 2006, 2007 y 2008 por la Asociación de Oficiales de Turismo de Filipinas. Es uno de los festivales de alcance mundial que ha obtenido el apoyo de las Naciones Unidas para la promoción de los Objetivos de Desarrollo del Milenio, y ha sido citado por el Banco Asiático de Desarrollo como ejemplo de Mejores Prácticas en cooperación de gobiernos, iniciativa privada y organismos no gubernamentales.

## Celebración

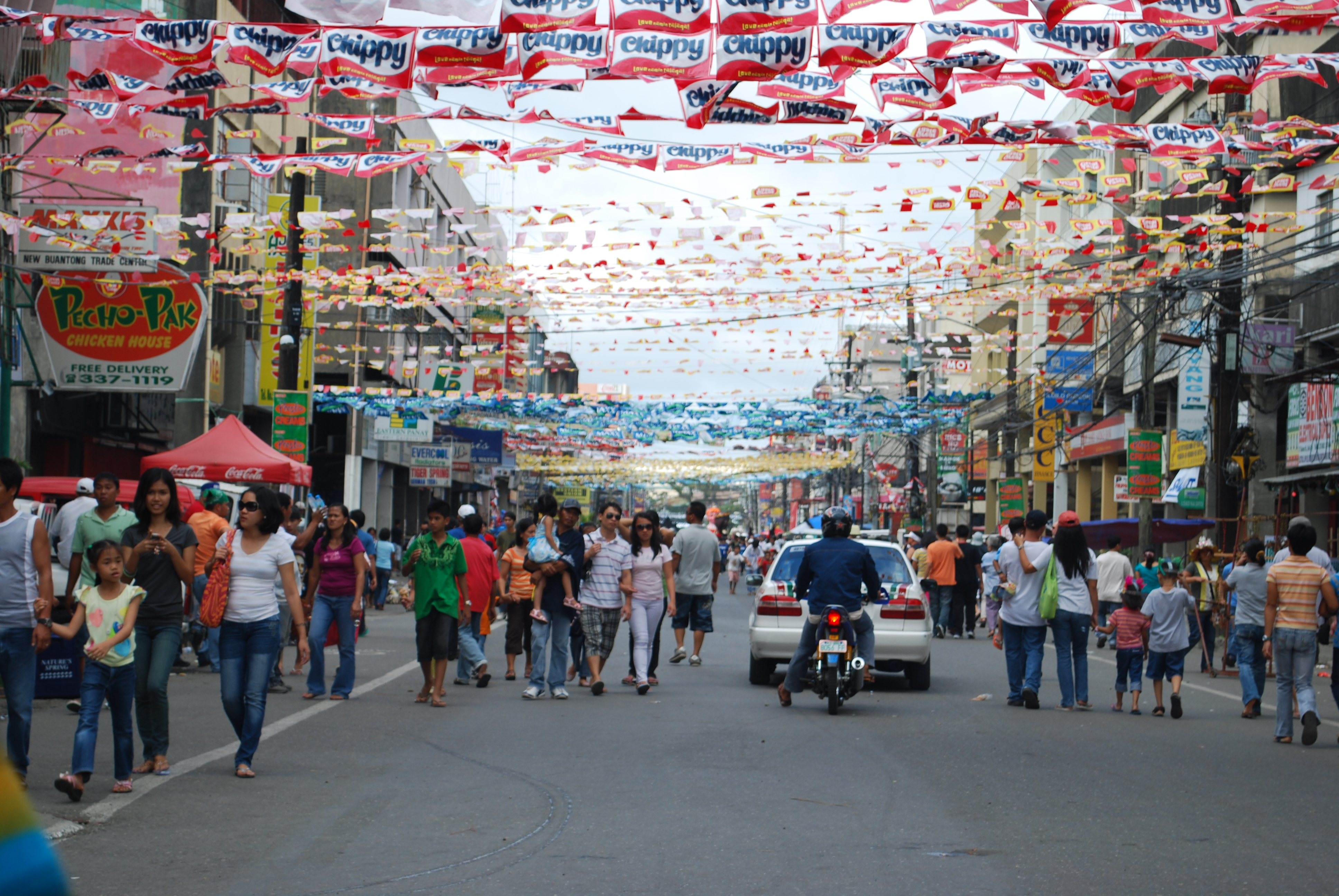
Un camino a la ciudad de Iloilo que está decorado con estatuas (2009)

El Festival Dinagyang se divide en tres eventos principales cada cuarta semana de enero: Ati Tribal Contest (celebrado el domingo), Fidelity Contest (celebrado el sábado antes del evento principal del día siguiente, Tribal Contest de Ati) y Lady Iloilo Dinagyang (celebrada durante la semana de los mejores momentos del Festival Dinagyang). 
Como una atracción adicional para la competencia de la tribu Ati, la competencia de entretenimiento rural se agregó en la década de 1980 para mostrar el talento de los estudiantes, así como el vibrante patrimonio cultural de la provincia de Iloilo . En los primeros años del evento, las escuelas de diferentes pueblos y ciudades participaron en el concurso, pero recientemente, el alcance de la competencia cultural anteriormente restringida a la propia provincia ha crecido para incluir la cobertura regional que acepta participantes de otras provincias de la región para mostrar lo mejor del patrimonio cultural occidental y occidental . 
La competencia de la tribu Ati, la parte más importante del festival, consistió en unos pocos bailarines "guerreros" (con escudos en una mano y una lanza en la otra) en una tribu que se deleitaba en la formación coreográfica y también cantaba truenos. de tambores e instrumentos de azotes improvisados creados por sus respectivas tribus. En el primer año, varias tribus se formaron y organizaron por pueblos o comunidades en la ciudad, pero con el paso de los años y a medida que el Dinagyang cambió y la competencia se volvió más competitiva, atrajo la fama y la atención mundial, comenzando a formarse y las escuelas organizan tribus que introducen danza, formaciones y coreografías dinámicas, y solicitan patrocinadores de compañías privadas para los costos de participar en el concurso. No hay ningún participante de Ati, ni se benefician del evento. Había requisitos, incluido que los participantes debían pintarse la cara de negro. 

## Mascota Dagoy

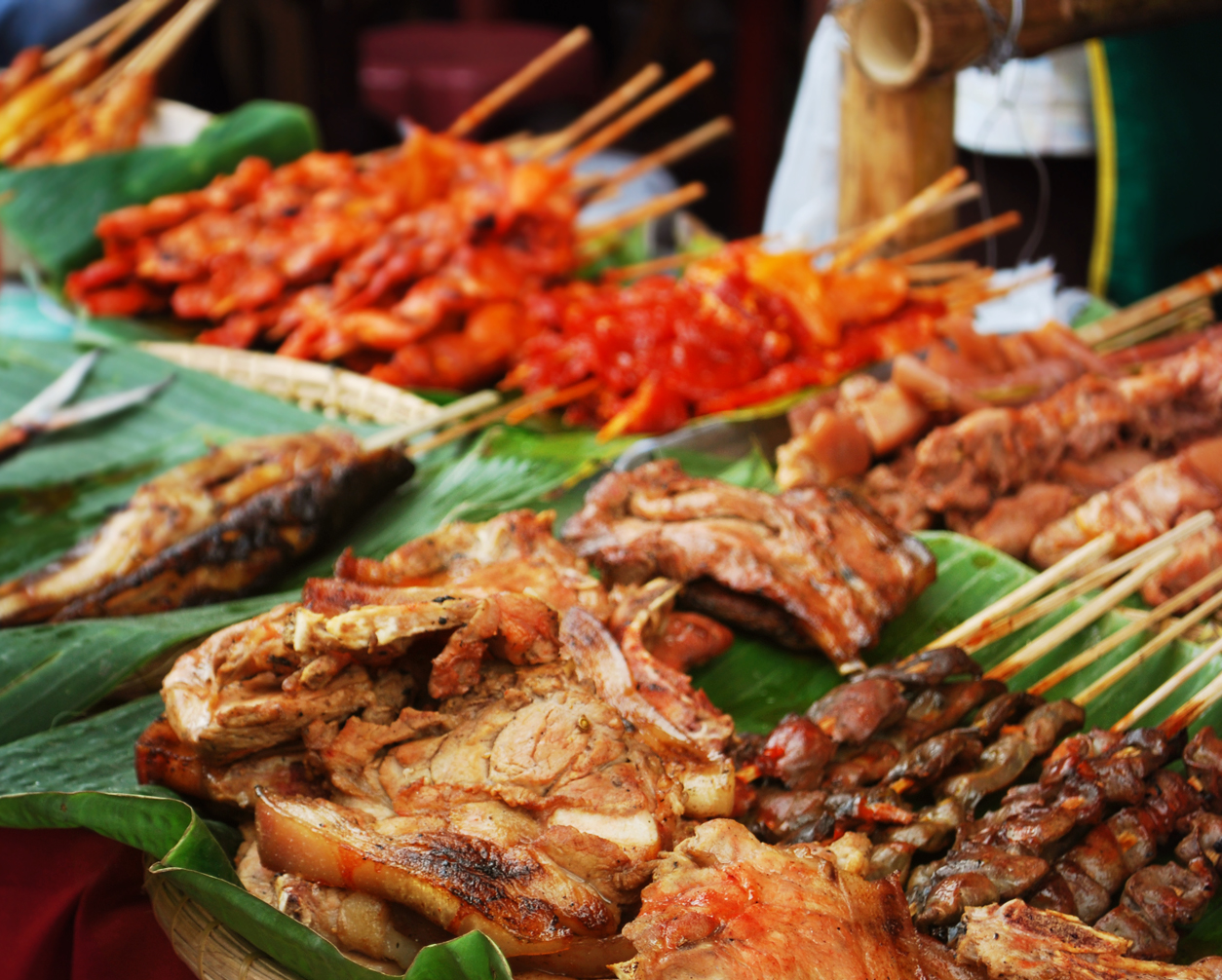
Comida del festival Dinagyang.

Dagoy es la mascota oficial del festival Dinagyang. Fue creado en los dibujos de Dinagyang en 2002. El dibujo se hizo oficial para el festival. Fue presentado a The Fort, Taguig el 14 de diciembre de 2004 y a la ciudad de Iloilo el 18 de diciembre de 2004. Ella es descrita como una joven guerrera Aeta, y simboliza la alegría y la amistad de los Ilonggo y los que asisten al festival. 
Dagoy mide 6 pies y 9 pulgadas. Su piel era marrón oscura y llevaba un tocado con un Sto. Niño Estaba vestido con una tela amarilla única y muy brillante, utilizada por el propio Aeta. Dagoy sostiene un tambor de fibra de vidrio con el logotipo del gobierno de la ciudad de Iloilo en el centro. Sus manos y pies están decorados con colores por los guerreros Dinagyang. La sonrisa de Dagoy es popular entre los niños, especialmente entre los títeres pequeños. 